# 10月28日 (旧暦)
旧暦10月28日は旧暦10月の28日目である。六曜は先勝である。

## できごと
- 延康元年/黄初元年（ユリウス暦220年12月10日） - 後漢の献帝が、曹操の子・曹丕に玉璽と綬を譲る。漢が滅亡し魏が成立
- 久寿元年（ユリウス暦1154年12月4日） - 仁平から久寿に改元
- 明徳3年/元中9年（ユリウス暦1392年11月13日） - 南北朝合一により、南朝の後亀山天皇が吉野から京都へ出発
- 応永6年（ユリウス暦1399年11月26日） - 応永の乱が始まる。大内義弘が足利義満に叛し堺で挙兵
- 文久元年（グレゴリオ暦1861年11月30日） - 種痘所を西洋医学所に改称し西洋医学の教育機関に改組。東京大学医学部の前身
- 明治4年（グレゴリオ暦1871年12月10日） - 七日市県・小幡県・伊勢崎県・安中県・沼田県・高崎県・前橋県・岩鼻県が合併し群馬県に。群馬県の現在の県域が確定

## 誕生日
- 万延元年（グレゴリオ暦1860年12月10日） - 嘉納治五郎、柔道家（+ 1938年）

## 忌日
- 慶長元年（グレゴリオ暦1596年12月17日） - 酒井忠次、武将・徳川四天王の一人（* 1527年）